# Joël Prou
Pour les articles homonymes, voir Prou.
Joël Prou, né le 25 mars 1946 à Nantes, est un footballeur français évoluant au poste d'attaquant du milieu des années 1960 à la fin des années 1970.

## Biographie

### Formation et début à Nantes
En cadet pour la saison 1962-1963, Joël Prou joue pour le club nantais de La Mellinet Football, en étroite relation avec le FC Nantes depuis son origine et dont son père est dirigeant. Il bénéficie d'un double surclassement pour évoluer dans la catégorie d'âge supérieure.
Dès l'exercice 1963-1964, Joël intègre le FCN et évolue avec l'équipe réserve en troisième division.
Lors de la saison 1964-1965, le 15 novembre 1964, Joël Prou connaît son premier match professionnel à 18 ans à Valenciennes (défaite 2-1). Pour son deuxième match en professionnel, Joël Prou découvre le Stade Marcel-Saupin à domicile mais ne peut empêcher la défaite contre le voisin du Stade rennais UC (2-3),. Nantes est sacré pour la première fois champion de France. Joël Prou se voir décerner le titre grâce à ses quatre rencontres jouées mais ne prend pas part ensuite au Challenge des champions 1965.
En 1965-1966, le FC Nantes conserve son titre et Joël Prou entre à la mi-temps du Challenge des champions 1966 alors que le score est déjà acquis pour le Stade de Reims (0-2). Le jeune attaquant ne prend pas part à la finale de  la Coupe de France, après avoir contribué à la qualification lors des tours précédents, perdue face au RC Strasbourg (1-0). Joël Prou est alors cité parmi les meilleurs « footballeurs de classe » du championnat.
Pour l'exercice 1966-1967, Prou joue dix matchs de D1 pour trois buts et dispute un match de Coupe d'Europe. Nantes est vice-champion de France.

### Départ à l'Est
Pour la saison 1967-1968, Joël Prou part pour le RC Lens qui termine dix-septième et barragiste de D1 alors que Prou connaît sa première saison pleine.
Le jeune attaquant rejoint alors l'AS Nancy-Lorraine en deuxième division. Après une saison à quarante matchs en 1968-1969, Prou marque à douze reprises en 23 journées de championnat 1969-1970, soit plus d'un but tous les deux matchs. Nancy termine deuxième, avec une large avance au classement de la meilleure attaque, et est promu en D1.
Mais dès octobre 1970, Prou part en essai au Racing Pierrots Strasbourg-Meinau, auquel il est prêté jusqu'en décembre. Il rompt son contrat avec l'AS Nancy-Lorraine en décembre et reste au Racing Pierrots Strasbourg-Meinau jusqu'à la fin de saison. Celle-ci se termine à la place de premier relégable en D1 pour Strasbourg et Prou, qui ne marque qu'à trois reprises en 21 journées.

### En deuxième division
Joël Prou s'engage avec l'AS Angoulême pour la saison 1971-1972. Avec six buts en trente journées de première division, il réalise son meilleur exercice à ce niveau. Mais il connaît une nouvelle relégation, sa troisième en cinq saisons, l'ASA terminant dernier. En D2 1972-1973, Prou égalise son meilleur total de buts à ce niveau avec douze unités mais en trente matchs cette fois-ci.
L'attaquant rejoint l'AAJ Blois entraîné par René Ferrier, toujours en Division 2, avec qui il marque deux buts en vingt matchs en 1973-1974. Il ne dispute que cinq rencontres la saison suivante sous les ordres de Jean-Louis Coustillet. Les Blésois finissent avant-dernier du groupe B de 1974-75, impliquant un retour à l'échelon inférieur. La quatrième relégation en sept ans pour Prou.
Joël part ensuite jouer un an à Saint-Nazaire à l'échelon inférieur, antépénultième du groupe Ouest de D3. L'ACN n'évite la relégation qu'en étant repêché pour sa meilleure moyenne de spectateurs des clubs classés 14e (sur 16) des six groupes de 3e division.
Prou retrouve la D2 avec l'Amicale de Lucé pour la saison 1976-1977 durant laquelle il ne dispute que deux rencontres.

## Statistiques
Joël Prou joue plus de 106 matchs en première division en sept saisons et pour cinq clubs différents. Il marque vingt buts.
| Saison                | Club                  | Championnat           | Championnat | Championnat | Coupe(s) nationale(s) | Coupe(s) nationale(s) | Compétition(s) continentale(s) | Compétition(s) continentale(s) | Compétition(s) continentale(s) | Total | Total |
| Saison                | Club                  | Division              | M.          | B.          | M.                    | B.                    | Comp.                          | M.                             | B.                             | M.    | B.    |
| 1964-1965             | FC Nantes             | D1                    | 4           | 1           | 1                     | 2                     | -                              | -                              | -                              | 5     | 3     |
| 1965-1966             | FC Nantes             | D1                    | 15          | 2           | 5                     | 1                     | -                              | -                              | -                              | 20    | 3     |
| 1966-1967             | FC Nantes             | D1                    | 10          | 3           | 1                     | -                     | C1                             | 1                              | -                              | 12    | 3     |
| 1967-1968             | FC Nantes             | D1                    | 1           | -           | -                     | -                     | -                              | -                              | -                              | 1     | 0     |
| Sous-total            | Sous-total            | Sous-total            | 30          | 6           | 7                     | 3                     | -                              | 1                              | 0                              | 38    | 9     |
| 1967-1968             | RC Lens               | D1                    | 25          | 5           | 5                     | -                     | -                              | -                              | -                              | 30    | 5     |
| 1968-1969             | AS Nancy-Lorraine     | D2                    | 39          | 6           | 1                     | -                     | -                              | -                              | -                              | 40    | 6     |
| 1969-1970             | AS Nancy-Lorraine     | D2                    | 23          | 12          | 4                     | -                     | -                              | -                              | -                              | 27    | 12    |
| 1970-1971             | AS Nancy-Lorraine     | D1                    | 3           | -           | -                     | -                     | -                              | -                              | -                              | 3     | 0     |
| Sous-total            | Sous-total            | Sous-total            | 65          | 18          | 5                     | 0                     | -                              | 0                              | 0                              | 70    | 18    |
| 1970-1971             | RC Strasbourg         | D1                    | 21          | 3           | 3                     | 3                     | -                              | -                              | -                              | 24    | 6     |
| 1971-1972             | AS Angoulême          | D1                    | 30          | 6           | 2                     | -                     | -                              | -                              | -                              | 32    | 6     |
| 1972-1973             | AS Angoulême          | D2                    | 33          | 12          | 1                     | -                     | -                              | -                              | -                              | 34    | 12    |
| Sous-total            | Sous-total            | Sous-total            | 63          | 18          | 3                     | 0                     | -                              | 0                              | 0                              | 66    | 18    |
| 1973-1974             | AAJ Blois             | D2                    | 20          | 2           | -                     | -                     | -                              | -                              | -                              | 20    | 2     |
| 1974-1975             | AAJ Blois             | D2                    | 5           | -           | -                     | -                     | -                              | -                              | -                              | 5     | 0     |
| Sous-total            | Sous-total            | Sous-total            | 25          | 2           | 0                     | 0                     | -                              | 0                              | 0                              | 25    | 2     |
| 1975-1976             | AC Nazairien          | D3                    | -           | -           | -                     | -                     | -                              | -                              | -                              | 0     | 0     |
| 1976-1977             | Amicale de Lucé       | D2                    | 2           | -           | -                     | -                     | -                              | -                              | -                              | 2     | 0     |
| Total sur la carrière | Total sur la carrière | Total sur la carrière | 231         | 52          | 23                    | 6                     | -                              | 1                              | 0                              | 255   | 58    |

## Palmarès
- Championnat de France (2)
  - Champion : 1965 et 1966 avec Nantes
  - Vice-champion : 1967 avec Nantes
- Coupe de France
  - Finaliste : 1966 avec Nantes
- Challenge des champions
  - Finaliste : 1966 avec Nantes
- Division 2
  - Vice-champion : 1970 avec Nancy